# San Vicente Sur
San Vicente Sur es uno de los 44 municipios de El Salvador ubicado en la región sur del Departamento de San Vicente, en El Salvador. Con una extensión de 627.54 km² y una población estimada de 99.244 habitantes. El municipio se organiza en seis distritos: San Vicente, Guadalupe, San Cayetano Istepeque, Tecoluca, Tepetitán y Verapaz.

## Historia
El municipio de San Vicente Sur está conformado por los distritos de San Vicente, Guadalupe, San Cayetano Istepeque, Tecoluca, Tepetitán y Verapaz. Esta región posee una de las historias más ricas del país, con una fuerte herencia indígena, una destacada importancia colonial y un papel clave en el desarrollo político y económico de El Salvador.

#### Época prehispánica y colonización española
Antes de la llegada de los españoles, la zona estuvo habitada por los lencas y pipiles, quienes establecieron asentamientos organizados con economías basadas en la agricultura. Tecoluca y San Vicente fueron dos de los principales asentamientos indígenas de la región, ambos ubicados en terrenos fértiles cercanos al río Lempa.
Con la llegada de los españoles en el siglo XVI, la región fue sometida a la encomienda, y los indígenas fueron reducidos a pueblos bajo la supervisión de frailes franciscanos y dominicos. San Vicente se convirtió en un centro administrativo clave y fue fundada oficialmente por los españoles en 1635, convirtiéndose en la cabecera del partido de San Vicente durante la época colonial.
Los pueblos de Guadalupe, San Cayetano Istepeque y Verapaz surgieron durante el periodo colonial como pequeñas comunidades agrícolas y de paso para comerciantes. Mientras tanto, Tepetitán se mantuvo como un pueblo de importancia menor, pero con una fuerte tradición agrícola.

#### San Vicente: un centro político y económico colonial
Durante la época colonial, San Vicente fue una de las ciudades más importantes de la Capitanía General de Guatemala. Su ubicación estratégica en el valle del Jiboa y su cercanía al río Lempa permitieron que se convirtiera en un centro comercial y ganadero. La ciudad albergaba importantes haciendas dedicadas a la producción de añil, un tinte natural altamente valorado en Europa.
En el siglo XVIII, San Vicente también se convirtió en un importante centro religioso y educativo. La Iglesia de San Vicente Ferrer, construida en esta época, es un testimonio del esplendor colonial de la región.

#### Independencia y auge ganadero en elsigloXIX
Tras la independencia de Centroamérica en 1821, San Vicente mantuvo su relevancia como centro administrativo y comercial. Durante el siglo XIX, la región experimentó un auge en la ganadería y la agricultura, con grandes haciendas que producían granos básicos, caña de azúcar y ganado vacuno.
Sin embargo, los conflictos políticos y la inestabilidad de la época afectaron el desarrollo de la zona. Durante la guerra contra la Federación Centroamericana, San Vicente fue escenario de enfrentamientos entre facciones conservadoras y liberales.
El distrito de Tecoluca adquirió importancia en este período debido a su ubicación estratégica cerca del río Lempa, convirtiéndose en un punto clave para el comercio y el transporte de mercancías.

#### SigloXX: conflictos y modernización
Durante el siglo XX, la región experimentó cambios significativos. La modernización de San Vicente trajo consigo la construcción de infraestructura pública y el crecimiento de su población. Sin embargo, la zona sufrió los efectos de la guerra civil salvadoreña (1980-1992), con Tecoluca como uno de los distritos más afectados por el conflicto. Este distrito fue escenario de combates entre la guerrilla del FMLN y el ejército salvadoreño, lo que provocó el desplazamiento de muchas familias.
Por otro lado, el terremoto de 1936 y el de 2001 afectaron severamente la ciudad de San Vicente y sus alrededores, destruyendo estructuras coloniales y afectando a la población. A pesar de ello, la región logró reconstruirse con apoyo gubernamental y de organismos internacionales.

#### Reforma territorial y actualidad
En 2023, como parte de la reestructuración municipal impulsada por el gobierno, los seis distritos que conformaban antiguas municipalidades fueron unificados en el municipio de San Vicente Sur. Esta reforma busca mejorar la administración y fomentar el desarrollo local.
Actualmente, San Vicente Sur sigue siendo una de las zonas más importantes del país en términos históricos, económicos y religiosos. San Vicente, como cabecera departamental, sigue siendo un centro administrativo y cultural, mientras que Tecoluca ha avanzado en el desarrollo agrícola y en proyectos de reforestación y conservación del medio ambiente. Guadalupe y Verapaz han mantenido su vocación agrícola, mientras que San Cayetano Istepeque y Tepetitán conservan su carácter rural con un fuerte arraigo cultural y religioso.